# ブライアン・ファンデンブッシェ
ブライアン・ファンデンブッシェ（Brian Vandenbussche 、1981年9月24日 - ）は、ベルギー王国ウェスト＝フランデレン州ブランケンベルヘ出身の元プロサッカー選手。元ベルギー代表。現役時代のポジションは、ゴールキーパー。

## クラブ経歴

### KAAヘント
2014年9月24日のベルギーカップ・UR Namur戦で初出場。

## 代表歴
2006年から2009年にかけてローガン・バイリーらと共に控え要員として招集された。13回招集され3キャップを記録した。

## タイトル

### クラブ
ヘーレンフェーン
- KNVBカップ：1回（2008-09）

サークル・ブルッヘ
- エールステ・クラッセB：1回（2017-18）